# Alpiner Far East Cup 2017/18
Die Saison 2017/18 des alpinen Far East Cups wurde von Anfang Dezember 2017 bis Ende März 2018 an sieben Austragungsorten in der Volksrepublik China, in Südkorea, in Japan und im Osten Russlands veranstaltet. Sie gehörte – wie die anderen Kontinentalrennserien der FIS – zum Unterbau des Weltcups. Für Herren und Damen wurden jeweils 29 Rennen organisiert, wobei beide Konkurrenzen jeweils gleichzeitig stattfanden.

## Podestplatzierungen Herren

### Super-G
| Datum      | Ort                      | 1. Platz        | 2. Platz       | 3. Platz          |
| ---------- | ------------------------ | --------------- | -------------- | ----------------- |
| 12.01.2018 | High 1 Resort (KOR)      | Hideyuki Narita | Albert Ortega  | Wladislaw Nowikow |
| 14.03.2018 | Juschno-Sachalinsk (RUS) | Johan Hagberg   | Jewgeni Lisiza | Artem Borodaikin  |
| 15.03.2018 | Juschno-Sachalinsk (RUS) | Matej Prieložný | Iwan Kusnezow  | Tobias Hedström   |

### Riesenslalom
| Datum      | Ort                           | 1. Platz                              | 2. Platz                              | 3. Platz                              |
| ---------- | ----------------------------- | ------------------------------------- | ------------------------------------- | ------------------------------------- |
| 08.12.2017 | Wanlong Ski Resort (CHN)      | Władisław Nowikow                     | Kyung Sung-hyun                       | Julian Busta                          |
| 09.12.2017 | Wanlong Ski Resort (CHN)      | Władisław Nowikow                     | Kyung Sung-hyun                       | Tobias Hedström                       |
| 15.12.2017 | Songhua Lake Ski Resort (CHN) | Cédric Noger                          | Wladislaw Nowikow                     | Jesper Brändholm                      |
| 16.12.2017 | Songhua Lake Ski Resort (CHN) | Cédric Noger                          | Jesper Brändholm Kyung Sung-hyun      |                                       |
| 08.01.2018 | High 1 Resort (KOR)           | Charlie Raposo                        | Cédric Noger                          | Alexei Schilin                        |
| 09.01.2018 | High 1 Resort (KOR)           | Cédric Noger                          | Wladislaw Nowikow                     | Masanori Shin                         |
| 05.03.2018 | Engaru (JPN)                  | Anthon Cassman                        | Jesper Ask                            | Wladislaw Nowikow                     |
| 10.03.2018 | Sapporo (JPN)                 | Wettkampf witterungsbedingt abgesagt. | Wettkampf witterungsbedingt abgesagt. | Wettkampf witterungsbedingt abgesagt. |
| 10.03.2018 | Sapporo (JPN)                 | Wettkampf witterungsbedingt abgesagt. | Wettkampf witterungsbedingt abgesagt. | Wettkampf witterungsbedingt abgesagt. |
| 17.03.2018 | Juschno-Sachalinsk (RUS)      | Štefan Hadalin                        | Pawel Trichitschew                    | Ryūnosuke Ōkoshi                      |
| 18.03.2018 | Juschno-Sachalinsk (RUS)      | Pawel Trichitschew                    | Štefan Hadalin                        | Adam Žampa                            |

### Slalom
| Datum      | Ort                           | 1. Platz           | 2. Platz         | 3. Platz           |
| ---------- | ----------------------------- | ------------------ | ---------------- | ------------------ |
| 06.12.2017 | Wanlong Ski Resort (CHN)      | Ondřej Berndt      | Hideyuki Narita  | Michał Jasiczek    |
| 07.12.2017 | Wanlong Ski Resort (CHN)      | Ondřej Berndt      | Hideyuki Narita  | Michał Jasiczek    |
| 13.12.2017 | Songhua Lake Ski Resort (CHN) | Hideyuki Narita    | Tobias Hedström  | Jan Zabystřan      |
| 14.01.2017 | Songhua Lake Ski Resort (CHN) | Hideyuki Narita    | Jesper Brändholm | Jan Zabystřan      |
| 10.01.2018 | High 1 Resort (KOR)           | Joaquim Salarich   | Simon Efimow     | Matej Falat        |
| 11.01.2018 | High 1 Resort (KOR)           | Juan Del Campo     | Simon Efimow     | Yohei Koyama       |
| 15.01.2018 | High 1 Resort (KOR)           | Matej Falat        | Laurie Taylor    | Juan Del Campo     |
| 16.01.2018 | High 1 Resort (KOR)           | Juan Del Campo     | Matej Falat      | Joaquim Salarich   |
| 06.03.2018 | Engaru (JPN)                  | Richard Leitgeb    | Matej Falat      | Justin Murisier    |
| 07.03.2018 | Engaru (JPN)                  | Hideyuki Narita    | Fabian Bacher    | Laurie Taylor      |
| 11.03.2018 | Sapporo (JPN)                 | Ryūnosuke Ōkoshi   | Kyōsuke Kōno     | Kristaps Zvejnieks |
| 20.03.2018 | Juschno-Sachalinsk (RUS)      | Laurie Taylor      | Hideyuki Narita  | Štefan Hadalin     |
| 20.03.2018 | Juschno-Sachalinsk (RUS)      | Pawel Trichitschew | Štefan Hadalin   | Adam Žampa         |

### Alpine Kombination
| Datum      | Ort                      | 1. Platz        | 2. Platz      | 3. Platz       |
| ---------- | ------------------------ | --------------- | ------------- | -------------- |
| 12.01.2018 | High 1 Resort (KOR)      | Matej Falat     | Albert Ortega | Alexei Schilin |
| 16.03.2018 | Juschno-Sachalinsk (RUS) | Tobias Hedström | Carl Jonsson  | Nikita Alechin |

## Podestplatzierungen Damen

### Super-G
| Datum      | Ort                      | 1. Platz          | 2. Platz             | 3. Platz              |
| ---------- | ------------------------ | ----------------- | -------------------- | --------------------- |
| 12.01.2018 | High 1 Resort (KOR)      | Sakurako Mukōgawa | Haruna Ishikawa      | Makiko Arai           |
| 14.03.2018 | Juschno-Sachalinsk (RUS) | Julija Pleschkowa | Wladislawa Burejewa  | Elisaweta Timtschenko |
| 15.03.2018 | Juschno-Sachalinsk (RUS) | Julija Pleschkowa | Anastassija Romanowa | Sakurako Mukōgawa     |

### Riesenslalom
| Datum      | Ort                           | 1. Platz                              | 2. Platz                              | 3. Platz                              |
| ---------- | ----------------------------- | ------------------------------------- | ------------------------------------- | ------------------------------------- |
| 08.12.2017 | Wanlong Ski Resort (CHN)      | Sakurako Mukōgawa                     | Asa Andō                              | Elena Sandulli                        |
| 09.12.2017 | Wanlong Ski Resort (CHN)      | Asa Andō                              | Haruna Ishikawa                       | Sakurako Mukōgawa                     |
| 15.12.2017 | Songhua Lake Ski Resort (CHN) | Sakurako Mukōgawa                     | Mio Arai                              | Haruna Ishikawa                       |
| 16.12.2017 | Songhua Lake Ski Resort (CHN) | Sakurako Mukōgawa                     | Haruna Ishikawa                       | Mio Arai                              |
| 08.01.2018 | High 1 Resort (KOR)           | Haruna Ishikawa                       | Mio Arai                              | Miki Ishibashi                        |
| 09.01.2018 | High 1 Resort (KOR)           | Mio Arai                              | Sakurako Mukōgawa                     | Miki Ishibashi                        |
| 05.03.2018 | Engaru (JPN)                  | Haruna Ishikawa                       | Asa Andō                              | Sakurako Mukōgawa                     |
| 10.03.2018 | Sapporo (JPN)                 | Wettkampf witterungsbedingt abgesagt. | Wettkampf witterungsbedingt abgesagt. | Wettkampf witterungsbedingt abgesagt. |
| 10.03.2018 | Sapporo (JPN)                 | Wettkampf witterungsbedingt abgesagt. | Wettkampf witterungsbedingt abgesagt. | Wettkampf witterungsbedingt abgesagt. |
| 17.03.2018 | Juschno-Sachalinsk (RUS)      | Nevena Ignjatović                     | Anastassija Romanowa                  | Gabriela Capová                       |
| 18.03.2018 | Juschno-Sachalinsk (RUS)      | Nevena Ignjatović                     | Gabriela Capová                       | Sakurako Mukōgawa                     |

### Slalom
| Datum      | Ort                           | 1. Platz                | 2. Platz          | 3. Platz                   |
| ---------- | ----------------------------- | ----------------------- | ----------------- | -------------------------- |
| 06.12.2017 | Wanlong Ski Resort (CHN)      | Asa Andō                | Neja Dvornik      | Yukina Tomii               |
| 07.12.2017 | Wanlong Ski Resort (CHN)      | Asa Andō                | Sakurako Mukōgawa | Neja Dvornik               |
| 13.12.2017 | Songhua Lake Ski Resort (CHN) | Neja Dvornik            | Sakurako Mukōgawa | Haruna Ishikawa            |
| 14.01.2017 | Songhua Lake Ski Resort (CHN) | Sakurako Mukōgawa       | Neja Dvornik      | Yoko Ishijima              |
| 10.01.2018 | High 1 Resort (KOR)           | Yukina Tomii            | Sakurako Mukōgawa | Haruna Ishikawa            |
| 11.01.2018 | High 1 Resort (KOR)           | Sakurako Mukōgawa       | Chisaki Maeda     | Kang Young-seo             |
| 15.01.2018 | High 1 Resort (KOR)           | Sakurako Mukōgawa       | Kang Young-seo    | Chisaki Maeda              |
| 16.01.2018 | High 1 Resort (KOR)           | Haruna Ishikawa         | Chisaki Maeda     | Sakurako Mukōgawa          |
| 06.03.2018 | Engaru (JPN)                  | Joséphine Forni         | Andrea Filser     | Hannah Köck                |
| 07.03.2018 | Engaru (JPN)                  | Joséphine Forni         | Haruna Ishikawa   | Louise Jansson             |
| 11.03.2018 | Sapporo (JPN)                 | Sakurako Mukōgawa       | Andrea Filser     | Katrin Hirtl-Stanggaßinger |
| 19.03.2018 | Juschno-Sachalinsk (RUS)      | Anastasija Gornostajewa | Gabriela Capová   | Martina Dubovská           |
| 20.03.2018 | Juschno-Sachalinsk (RUS)      | Martina Dubovská        | Gabriela Capová   | Xenija Alopina             |

### Alpine Kombination
| Datum      | Ort                      | 1. Platz          | 2. Platz            | 3. Platz               |
| ---------- | ------------------------ | ----------------- | ------------------- | ---------------------- |
| 12.01.2018 | High 1 Resort (KOR)      | Sakurako Mukōgawa | Haruna Ishikawa     | Wladislawa Burejewa    |
| 16.03.2018 | Juschno-Sachalinsk (RUS) | Sakurako Mukōgawa | Wladislawa Burejewa | Anastassija Silantjewa |

## Disziplinenwertungen

### Herren
| Disziplin           | 1. Platz                    | 1. Platz | 2. Platz          | 2. Platz | 3. Platz                   | 3. Platz |
| Disziplin           | Name                        | Punkte   | Name              | Punkte   | Name                       | Punkte   |
| ------------------- | --------------------------- | -------- | ----------------- | -------- | -------------------------- | -------- |
| Gesamtwertung       | Hideyuki Narita             | 1277     | Wladislaw Nowikow | 1000     | Kyung Sung-hyun            | 579      |
| Super-G-Wertung     | Johan Hagberg               | 140      | Hideyuki Narita   | 139      | Iwan Kusnezow              | 130      |
| Riesenslalomwertung | Wladislaw Nowikow           | 620      | Cédric Noger      | 380      | Masanori Shin              | 326      |
| Slalomwertung       | Hideyuki Narita             | 799      | Matej Falat       | 360      | Michał Jasiczek            | 335      |
| Kombinationswertung | Matej Falat Tobias Hedström | 100      |                   |          | Carl Jonsson Albert Ortega | 60       |

### Damen
| Disziplin           | 1. Platz                            | 1. Platz | 2. Platz            | 2. Platz | 3. Platz            | 3. Platz |
| Disziplin           | Name                                | Punkte   | Name                | Punkte   | Name                | Punkte   |
| ------------------- | ----------------------------------- | -------- | ------------------- | -------- | ------------------- | -------- |
| Gesamtwertung       | Sakurako Mukōgawa                   | 1942     | Haruna Ishikawa     | 1272     | Mio Arai            | 637      |
| Super-G-Wertung     | Sakurako Mukōgawa Julija Pleschkowa | 200      |                     |          | Wladislawa Burejewa | 150      |
| Riesenslalomwertung | Sakurako Mukōgawa                   | 639      | Haruna Ishikawa     | 592      | Mio Arai            | 410      |
| Slalomwertung       | Sakurako Mukōgawa                   | 903      | Haruna Ishikawa     | 498      | Chisaki Maeda       | 445      |
| Kombinationswertung | Sakurako Mukōgawa                   | 200      | Wladislawa Burejewa | 140      | Haruna Ishikawa     | 80       |